# Ekibastuzec Ekibastuz FK
Ekibastuzec Ekibastuz FK (Kazachs Екібастұзец Екібастұз ФК) was een voetbalclub uit de regio Ekibastuz in Kazachstan.
De club moet vooral niet verward worden met Ekibastuz FK (Kazachs Екібастұз ФК), een club die pas sinds 2003 bestaat en sedert 2009 in de stad Ekibastuz is gevestigd. 
Ekibastuzec Ekibastuz FK is veel ouder: de club werd al opgericht in 1979 en heeft, om de verwarring nog groter te maken, talloze naamswijzigingen gehad. Bij de oprichting kreeg de nieuwe club de naam FK Oegol'sjik (Russisch ФК Угольщик Экибастуз) mee, maar al een jaar later werd gekozen voor de naam FK Ekibastoezets (Russisch ФК Экибастузец Экибастуз). Onder deze naam werd ook het einde van de Sovjet-Unie en het begin van het Kazachse competitievoetbal in de Topdivisie meegemaakt, zij het dat de naam nu op z'n Kazachs werd gespeld als Ekibastuzec Ekibastuz FK. Een jaar na de eerste competitie oordeelden de leden van de club dat de naam te zeer bezoedeld was door het Sovjetverleden, zodat de club van 1993 tot en met eind 2000 door het leven ging als Batır FK Ekibastuz (Kazachs Батыр ФК Екібастұз); in 2001 sloot de club Naşa Kompanïya FK Astana uit de nieuwe hoofdstad Astana zich aan bij ''Batır en hoewel de fusieclub nu onder de naam Ekibastuzec-NK Astana FK (Kazachs Екібастұзец-НК Астана ФК) speelde, bleef de regio Ekibastuz haar thuishaven. Van 2002 tot de opheffing in 2008 werd de oude naam Ekibastuzec Ekibastuz FK in ere hersteld. 
Hoewel de vereniging officieel uit de regio Ekibastuz kwam, speelde ze haar thuiswedstrijden in het Şaxterstadion in de stad Ekibastuz, net als de bijna-naamgenoot Ekibastuz FK.
De geschiedenis van fusiepartner Naşa Kompanïya FK Astana is iets korter: de club werd begin 1997 opgericht als Naşa Kompanïya FK Aqmola (Kazachs Наша Компания ФК Ақмола; dit wil zeggen: Onze Firma), maar heeft onder die naam geen enkele wedstrijd gespeeld, omdat de nieuwe hoofdstad van het land een nieuwe naam kreeg: Astana, hetgeen letterlijk Hoofdstad betekent. Onder de nieuwe naam Naşa Kompanïya FK Astana (Kazachs Наша Компания ФК Астана) werd de club direct toegelaten tot de Pervoj-Liga, die dat jaar uit twee afdelingen bestond. Naşa Kompanïya FK werd meteen kampioen van de oostelijke afdeling en mocht daarom deelnemen aan de promotiecompetitie, waarin de ploeg uiteindelijk als vierde eindigde; omdat kampioen Aqtöbe-Ferro FK (niet te verwarren met Aqtöbe FK, dat in 1997 in de Premjer-Liga speelde) wegens financiële problemen werd opgeheven, mocht de bedrijfsclub Naşa Kompanïya promoveren. De club handhaafde zich in 1998 ternauwernood in de Premjer-Liga, maar na afloop van de competitie bleek het voortbestaan van de club geen haalbare kaart. Een jaar later was de club echter weer helemaal terug: ze speelde in het jaar 2000 in de Pervoj-Liga. De doorstart werd geen succes en de club zocht een jaar later aansluiting bij Batır FK Ekibastuz.

## Tweede elftal
Onder de oude naam Batır FK Ekibastuz was het tweede elftal van 2003 t/m 2007 actief in de Kazachse Eerste Divisie.

## Erelijst vanEkibastuzec Ekibastuz FK
- Bekerwinnaar van de Kazachse SSR

1989
- Kampioen van de Pervoj-Liga

2002

## Historie vanEkibastuzec Ekibatuz FKin dePremjer-Liga
| Jaar | Competitie   | Prestatie                                                                            | (Naam)                   |
| ---- | ------------ | ------------------------------------------------------------------------------------ | ------------------------ |
| 1992 | Topdivisie   | 1ste plaats in voorrondegroep B, 4de in de kampioensgroep                            | Ekibastuzec Ekibastuz FK |
| 1993 | Topdivisie   | 2de plaats in voorrondegroep B, 2de in de kampioensgroep                             | Batır FK Ekibastuz       |
| 1994 | Topdivisie   | 9de plaats in de competitie                                                          | Batır FK Ekibastuz       |
| 1995 | Topdivisie   | 11de plaats in de competitie                                                         | Batır FK Ekibastuz       |
| 1996 | Topdivisie   | 5de plaats in de competitie                                                          | Batır FK Ekibastuz       |
| 1997 | Topdivisie   | 6de plaats in de competitie                                                          | Batır FK Ekibastuz       |
| 1998 | Topdivisie   | 2de plaats in de competitie                                                          | Batır FK Ekibastuz       |
| 1999 | Topdivisie   | 11de plaats in de competitie                                                         | Batır FK Ekibastuz       |
| 2000 | Topdivisie   | 16de plaats in de competitie                                                         | Batır FK Ekibastuz       |
| 2001 | Topdivisie   | 13de plaats in de competitie en gedegradeerd                                         | Ekibastuzec-NK Astana FK |
| 2002 | Superliga    |                                                                                      |                          |
| 2003 | Superliga    | 13de plaats in de competitie                                                         | Ekibastuzec Ekibastuz FK |
| 2004 | Superliga    | 8ste plaats in de competitie                                                         | Ekibastuzec Ekibastuz FK |
| 2005 | Superliga    | 12de plaats in de competitie                                                         | Ekibastuzec Ekibastuz FK |
| 2006 | Superliga    | 8ste plaats in de competitie                                                         | Ekibastuzec Ekibastuz FK |
| 2007 | Superliga    | 12de plaats in de competitie en "wegens onsportief gedrag" uit de competitie genomen | Ekibastuzec Ekibastuz FK |
| 2008 | Premjer-Liga |                                                                                      |                          |

## Historie vanNaşa Kompanïya FKin dePremjer-Liga
| Jaar | Competitie | Prestatie                                      | (Naam)                   |
| ---- | ---------- | ---------------------------------------------- | ------------------------ |
| 1997 | Topdivisie |                                                |                          |
| 1998 | Topdivisie | 14de plaats in de competitie en teruggetrokken | Naşa Kompanïya FK Astana |
| 1999 | Topdivisie |                                                |                          |
| 2000 | Topdivisie |                                                |                          |

## Naamsveranderingen
Alle naamswijzigingen van de clubs op een rijtje:
| Jaar (Datum) | Nieuwe naam (Russisch: Nederlandse transcriptie) (Kazachs: Qaydar-transcriptie) | Nieuwe Russische naam (t/m 1991) | Nieuwe Kazachse naam (vanaf 1992) |
| ------------ | ------------------------------------------------------------------------------- | -------------------------------- | --------------------------------- |
| 1979         | FK Oegol'sjik Ekibastoez                                                        | ФК Угольщик Экибастуз            |                                   |
| 1980         | FK Ekibastoezets Ekibastoez                                                     | ФК Экибастузец Экибастуз         |                                   |
| 1992         | Ekibastuzec Ekibastuz FK                                                        |                                  | Екібастұзец Екібастұз ФК          |
| 1993         | Batır FK Ekibastuz                                                              |                                  | Батыр ФК Екібастұз                |
| 2001         | (fusie) Ekibastuzec-NK Astana FK                                                |                                  | Екібастұзец-НК Астана ФК          |
| 2002         | Ekibastuzec Ekibastuz FK                                                        |                                  | Екібастұзец Екібастұз ФК          |

| Jaar (Datum) | Nieuwe naam (Russisch: Nederlandse transcriptie) (Kazachs: Qaydar-transcriptie) | Nieuwe Russische naam (t/m 1991) | Nieuwe Kazachse naam (vanaf 1992) |
| ------------ | ------------------------------------------------------------------------------- | -------------------------------- | --------------------------------- |
| 1997         | Naşa Kompanïya FK Aqmola                                                        |                                  | Наша Компания ФК Ақмола           |
| 1997         | Naşa Kompanïya FK Astana                                                        |                                  | Наша Компания ФК Астана           |
| 2001         | (fusie) Ekibastuzec-NK Astana FK                                                |                                  | Екібастұзец-НК Астана ФК          |

Premjer-Liga · 
birinşi lïgası ·
Beker van Kazachstan · 
Supercup van Kazachstan

Kazachse deelnemers aan de AFC-toernooien · 
Kazachse deelnemers aan de UEFA-toernooien

Kazachse voetbalbond · 
Kazachs voetbalelftal